# Sam440ep
Las Sam440ep y 460ex/cr (también conocidas como Sam, Sam4x0 o Samantha) son una serie de placa base con CPU PowerPC compatible, entre otros, con Linux y AmigaOS 4.1, siendo desde 2008 los únicos equipos actualmente en fabricación con soporte oficial de dicho sistema operativo hasta la llegada del AmigaOne X1000 en 2012. Creada por la empresa italiana ACube Systems Srl. 

Lanzadas (la 440ep, primera versión de esta serie) en 2007, siguen en producción en las 460cr en 2016.

## Sam 440ep y 440ep-flex

### Características comunes
- CPU SoC AMCC PowerPC 440EP (serie PowerPC400)
- Soporta memoria DDR RAM
- Soporte de USB1.1 y 2.0
- Slot PCI, sin soporte de AGP ni PCI-Express
- Audio Cirrus Logic CS4281 y Realtek ALC655
- 2 puertos Ethernet 10/100
- 4 puertos Serial ATA
- bajo consumo y bajo TDP, la CPU no necesita ventilador

### Versiones

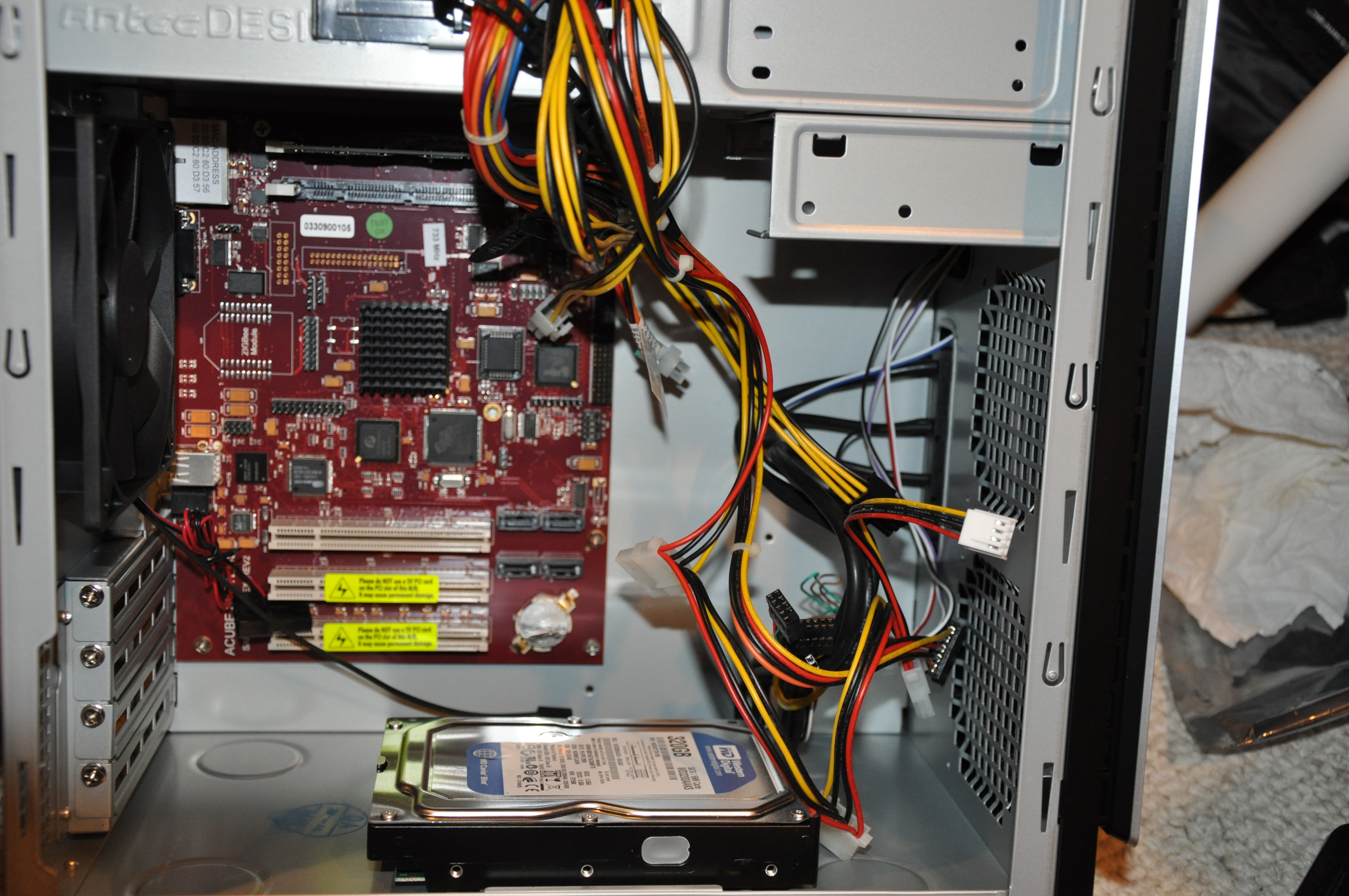
Placa Sam440ep-Flex montada en una carcasa

Se comercializan las siguientes versiones:

### Sam440ep
- Factor de forma Mini-ITX
- 1 slot PCI
- 512 MB RAM
- Gráfica integrada ATI Radeon Mobility M9

### Sam440ep-Flex
- Formato FlexATX (21.6*17 cm)
- 3 slots PCI (2 de ellos a 33 MHz, el otro a 66MHz)
- 1GB RAM máximo
- Sin gráfica integrada, se debe instalar tarjeta gráfica PCI, opcionalmente se comercializa con una ATI Radeon 9250

Ambas versiones se comercializan o bien como placa+CPU o bien en un pack completo que incluye carcasa, disco duro y grabadora de DVD.

### Sistemas operativos soportados
- AmigaOS 4.1, soportado desde octubre de 2008.
- Linux PPC, incluyendo las distribuciones: Debian, Fedora, Ubuntu y CRUX PPC.
- FreeBSD
- AROS

## Sam460ex y 460cr
Anunciada el 2 de abril de 2010. Más potente que las 440ep, aunque no las sustituye. 

### Características
- Formato FlexATX (como la 440 ep-flex)
- CPU SoC AMCC PowerPC 460ex (en vez de PPC 440ep) de hasta 1.15 GHz
- chip gráfico integrado Silicon Motion SM502 SM502
- slots PCI y PCI-express (con lo que soporta tarjetas gráficas PCI-Express más modernas como la Radeon X1550, HD2400 o HD4650)
- soporte hasta 2 GB RAM DDR2 (en vez de 1 GB DDR en la placa 440ep)

Su comercialización estaba prevista para finales de septiembre de 2010, pero fue retrasada, empezando la venta para el mercado industrial con Linux en noviembre de 2010. En marzo de 2011 estaba ya disponible para el público en general con AmigaOS 4.1. . Al igual que el 440 está disponible tanto como placa+CPU 1.15 GHz y 1 o 2 GB RAM o bien en un ordenador completo, opcionalmente con una gráfica PCI-e Radeon HD4650.

### AmigaOne 500
En octubre de 2011 fue anunciado por Acube Systems el AmigaOne 500, un ordenador completo basado en la placa Sam460ex que incluye instalado el AmigaOS 4.1. Opcionalmente se comercializa con tarjeta gráfica Radeon HD4650 y/o con SSD SATA2 de 60 a 128GB. Desde 2015 se utiliza Sam 460cr en vez de 460ex.

### Sam 460ex-Lite
En mayo de 2011 fue presentada la 460ex-Lite, con un precio más asequible y menores prestaciones. Sus diferencias son:
- CPU de 1 GHz (en vez de 1.15)
- 512 MB de RAM en vez de 1 o 2 GB

### Sam 460cr
Similares características a los anteriores excepto
- CPU de 1 o 1.1 GHz (según versiones)
- Sin gráficos integrados ni chip SATA (pueden adquirirse en tarjetas adicionales)

### Sistemas operativos soportados
- AmigaOS 4.1 update 2 (y posteriores)
- Linux PPC, distribución Debian
- MorphOS 3.8 (y posteriores)